# Josef Anton Specht
Josef Anton Specht (* 29. Februar 1828 in Lindenberg im Allgäu; † 14. April 1894 in Wien) war ein deutscher Alpinist und Unternehmer.

## Leben
Specht wurde als Sohn eines Landwirts im Allgäu geboren. Sein Großvater war der Baumeister Johann Georg Specht. Nach dem Schulbesuch und Aufenthalten in der Schweiz und in Italien begann Specht 1845 eine Kaufmannslehre in Nürnberg und trat anschließend 1849 in eine Wiener Exportfirma ein. Diese übernahm er als Teilhaber im Jahre 1854 und führte sie unter dem Namen Luschka & Specht weiter.

## Alpine Leistungen
Um 1850 dürfte Specht mit dem Bergsteigen begonnen haben. 1857 erstieg er Großglockner, Großvenediger (ohne Führer) und Wildspitze. Oftmals mit seinem langjährigen Bergführer, Franz Pöll, einem Montafoner Gämsenjäger, führte Specht zahlreiche touristische Erstbesteigungen durch, darunter:
- 1861 Weißkugel und Similaun
- 1862/63 Schaufelspitze und Zuckerhütl
- 1864 Hoher Riffler, Königsspitze Ostwand[2]
- 1865 Piz Buin, Crast’ Agüzza
- 1866 Vesulspitze
- 1869 Parseierspitze
- 1874 Patteriol

1869 war Specht Mitbegründer des Deutschen Alpenvereins und ab 1873 Mitglied der Sektion Austria des Deutschen und Österreichischen Alpenvereins, ferner war er Mitglied des Österreichischen Alpenklubs. Mit seinen zahlreichen Erstbegehungen spielte er eine wesentliche Rolle bei der Erschließung der Ötztaler und Stubaier Alpen und war einer der wichtigsten Ostalpenpioniere seiner Zeit.